# Vitorino Alves Moitinho
Vitorino Alves Moitinho (Poções, Bahia, 3 de janeiro de 1949 — 27 de outubro de 1973) foi um bancário e operário brasileiro.
Membro do Partido Comunista Brasileiro Revolucionário (PCBR), desapareceu no Rio de Janeiro, durante a Ditadura Militar no Brasil. Dessa forma, é considerado uma das vítimas desse período pela Comissão Nacional da Verdade. Nesse período, Vitorino também utilizava os codinomes "Branco" e "Doido".
Vitorino foi morto no "Massacre de Jacarepaguá", no Rio de Janeiro. Junto ao seu corpo, carbonizado, foram encontrados outros três outros corpos. Apenas em 1990, com a abertura dos arquivos do DOPS do Rio de Janeiro, documentos do Exército e da Aeronáutica que comprovavam a morte de Vitorino foram localizados.
É considerado desaparecido pois seus restos mortais nunca foram encontrados.

## Biografia
Vitorino Alves Moitinho nasceu na cidade de Poções, Bahia, em 3 de janeiro de 1979. Filho de Jolinda Alves Moitinho e Izaú Lopes Moitinho. Estudante, trabalhou como bancário e operário. Filiou-se ao Partido Comunista Brasileiro Revolucionário (PCBR) e respondeu a alguns processos de natureza política.
Vitorino era um dos quatro ocupantes do carro incendiado em Jacarepaguá por agentes do DOI/CODI do Rio de Janeiro.

## Circunstâncias da Morte
Vitorino Alves Moitinho foi morto em 27 de outubro de 1973, junto a outros militantes do PCBR (Ranúsia Alves Rodrigues, Ramires Maranhão do Valle e Almir Custódio de Lima), no episódio que ficou conhecido como "Chacina de Jacarepaguá" ou "Chacina da Praça da Sentinela", em uma operação comandada pelos agentes do Destacamento de Operações de Informações - Centro de Operações de Defesa Interna (DOI/CODI). "No final, havia uma mulher morta com quatro tiros no rosto e peito e três homens carbonizados", segundo narrado por Nilmário Miranda e Carlos Tibúrcio, no livro "Dos Filhos Deste Solo", publicado em 2008.
Segundo relatos, por conta de um tiroteio, o carro no qual os militantes estavam acabou pegando fogo e seus corpos foram carbonizados dentro do veículo. No entanto, o apenas os corpos de Ranúsia Alves Rodrigues e Almir Custódio de Lima foram reconhecidos.
Ainda segundo testemunhas, o carro das vítimas estava estacionado quando foi cercado por cerca de oito carros. Um homem teria aberto tiros em direção ao carro em que os quatro militantes estavam. Dentro do carro, não havia documentos; apenas um revólver e balas.
O corpo de Vitorino teria dado entrada no IML (Instituto Médico Legal) do Rio de Janeiro como desconhecido e carbonizado, no dia 27 de outubro de 1973, vindo da Praça Sentinela.
Segundo o relatório da Ministério da Marinha, o militante "teria morrido juntamente com outros subversivos, durante operação não definida." Alguns relatórios divergem quanto a morte de Vitorino; no Relatório do Exército não existem confirmações da morte; no entanto, o da Aeronáutica afirma que Vitorino foi “morto em 27 de outubro de 1973, num carro, em Jacarepaguá, juntamente com outros três militantes do PCRB".
Vitorino foi enterrado clandestinamente no Cemitério de Ricardo de Albuquerque, subúrbio da Leopoldina, juntamente com Ramiro Maranhão do Vale.

## Investigação
Na década de 1990, após a abertura dos arquivos do DOPS do Rio de Janeiro, alguns documentos do Exército e da Aeronáutica foram localizados. Esses documentos diziam que quatro militantes haviam sido vítimas do tiroteio em Jacarepaguá, que resultou no incêndio de um carro.
O documento do Centro de Informações da Aeronáutica (CISA), do dia 28 de dezembro de 1973, alega que Vitorino, Ranúsia, Ramires e Almir vieram a falecer em um "tiroteio com elementos dos órgãos de segurança de Guanabara". Por essas informações, é possível deduzir que esses mesmos órgãos conheciam a identidade dos quatro mortos.
Além disso, um documento localizado pela Comissão Estadual da Memória e da Verdade indicou que Ramires Maranhão e Vitorino Moitinho haviam sido detidos antes de serem mortos.
Em outubro de 1991, um treinamento feito pela Equipe Argentina de Antropologia Forense orientou um trabalho de catalogação de ossos em uma vala clandestina com as ossadas de pessoas sepultadas como indigentes entre 1971 e 16 de janeiro de 1974. Os ossos, que foram transferidos do ossário geral para a vala acabaram se misturando e, com isso, tornou-se impossível distinguir um esqueleto completo. A equipe conseguiu identificar ossos de quatorze presos políticos enterrados na vala e, dentre eles, Vitorino Alves Moitinho. O trabalho da equipe foi encerrado em março de 1993, por falta de financiamento. O local ficou resguardado até 2013, quando deu espaço à construção de um memorial.

## Conclusão da Comissão Nacional da Verdade

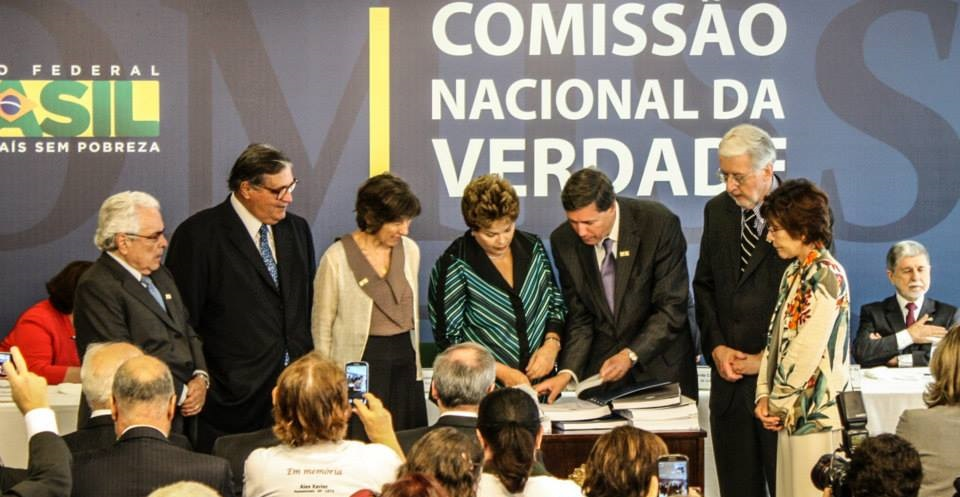
Apresentação do relatório final da Comissão Nacional da Verdade.

A Comissão Nacional da Verdade (CNV), que foi fundada para investigar crimes cometidos pelo Estado brasileiro, apurando as mortes e desaparecimentos ocorridos no período da ditadura militar, entende que Vitorino Alves Moitinho desapareceu e foi morto por ação de agentes do Estado Brasileiro em um período de violações dos direitos humanos promovidos pela ditadura brasileira, a partir de abril de 1964. Também foi considerado como desaparecido político, pois seus restos mortais não puderam ser localizados e identificados até os dias presentes. Além disso, a Comissão também recomendou que as investigações continuassem para possível localização dos restos mortais, bem como a punição dos agentes envolvidos no caso.

## Homenagens
Na cidade de Salvador, na Bahia; estado em que Vitorino nasceu, há uma rua que leva seu nome no bairro Castelo Branco.
Em São Paulo, uma das ruas do Rio Pequeno também carrega o nome do militante.